# Liam De Smet
Liam De Smet (12 april 2004) is een Belgisch voetballer die onder contract ligt bij Club Brugge. Hij is de tweelingbroer van Lenn De Smet.

## Carrière
De Smet is een jeugdproduct van Club Brugge, waar hij sinds de U11 actief is. Voorheen speelde hij bij VV Volkegem. Op 21 februari 2021 maakte hij zijn officiële debuut voor Club NXT, het beloftenelftal van Club Brugge in Eerste klasse B: in de competitiewedstrijd tegen KMSK Deinze mocht hij van gelegenheidstrainer Maarten Martens in de 77e minuut invallen voor Noah Mbamba.

## Clubstatistieken
| Seizoen         | Club            | Land            | Competitie      | Competitie | Competitie | Beker | Beker | Supercup | Supercup | Europees | Europees | Totaal | Totaal |
| Seizoen         | Club            | Land            | Competitie      | Wed.       | Dlp.       | Wed.  | Dlp.  | Wed.     | Dlp.     | Wed.     | Dlp.     | Wed.   | Dlp.   |
| --------------- | --------------- | --------------- | --------------- | ---------- | ---------- | ----- | ----- | -------- | -------- | -------- | -------- | ------ | ------ |
| 2020/21         | Club NXT        | Vlag van België | Eerste klasse B | 1          | 0          | —     | —     | —        | —        | —        | —        | 1      | 0      |
| Carrière totaal | Carrière totaal | Carrière totaal | Carrière totaal | 1          | 0          | 0     | 0     | 0        | 0        | 0        | 0        | 1      | 0      |

Bijgewerkt op 25 april 2021.